# Ла Франческа I (Беневенто)
Ла Франческа I је насеље у Италији у округу Беневенто, региону Кампанија.
Према процени из 2011. у насељу је живело 17 становника. Насеље се налази на надморској висини од 259 м.